# 아이폰 4S
애플 아이폰 4s(Apple iPhone 4s)는 페가트론과 폭스콘에서 제조하고 애플에서 설계, 판매하는 애플 스마트폰이다. 또한 아이폰4s는 애플의 5번째 아이폰이자 아이폰4의 후속 제품이다. 아이폰4s는 아이폰 시리즈 최초로 듀얼코어가 내장됐다. 아이폰4s의 A5칩 덕분에 이전 기종인 아이폰4보다 연산처리속도가 최대 2배, 그래픽처리속도가 최대 7배 빨라졌다. 또한 카메라 성능이 800만화소로 대폭 올라갔으며, 아이폰 시리즈 최초로 음성인식 비서 시스템인 Siri가 탑재되었다.
2011년 10월 4일에 미국 캘리포니아주 쿠퍼티노에 있는 애플의 본사에서 공개한 후, 2011년 10월 14일에 출시했으며, 출시 후 4일만에 400만대가 판매되었다.
애플의 최신 ios인 9.3.5버전이 적용되었으나 아쉽게도 Apple Watch의 지원 모델에서는 제외되었다.
Apple Watch는 ios 8.2버전이 적용된 아이폰 5 모델부터 지원한다.

## 출시 국가
- 1차 출시국 (2011년 10월 14일)

독일, 미국, 영국, 프랑스, 캐나다, 호주, 일본
- 2차 출시국 (2011년 10월 28일)

노르웨이, 네덜란드, 덴마크, 라트비아, 룩셈부르크, 리투아니아, 리히텐슈타인, 멕시코, 벨기에, 스웨덴, 스위스, 스페인, 슬로바키아, 슬로베니아, 싱가포르, 아일랜드, 에스토니아, 오스트리아, 이탈리아, 체코, 핀란드, 헝가리
- 3차 출시국 (2011년 11월 11일)

과테말라, 그리스, 뉴질랜드, 일본, 루마니아, 몬테네그로, 몰타, 불가리아, 아르메니아, 알바니아, 엘살바도르, 파나마, 포르투갈, 폴란드, 홍콩, 대한민국
- 4차 출시국 (2011년 11월 25일)

몰도바, 인도, 콜롬비아
- 5차 출시국 (2011년 12월 16일)

중동
- 6차 출시국 (2012년 1월 13일)

중국

## 새로 탑재된 기능
- 시리(Siri):음성 인식 기능으로, 사용자가 말하는 기능을 실행시키거나, 사용자의 말동무가 되어 준다.

## 경쟁 기종
- 삼성 갤럭시 S2
- 삼성 갤럭시 S II HD LTE
- 팬택 스카이 베가 레이서
- 팬택 스카이 베가 넘버 5
- 팬택 스카이 베가 LTE
- 팬택 스카이 베가 LTE M
- 팬택 스카이 베가 LTE EX
- 팬택 스카이 베가 레이서 2
- 팬택 스카이 베가 S5
- LG 옵티머스 2X
- LG 옵티머스 블랙
- LG 옵티머스 빅
- LG 옵티머스 3D

## 같이 보기
- 아이폰 4
- 애플 A5

## 참고
1. ↑  아이폰 5 출시 후 보급형 모델로 새로 출시됨
2. ↑  이정훈 (2011년 10월 5일). “애플 "`아이폰4s`만 공개..CPU작업속도 2배 향상"”. 이데일리. 2015년 9월 23일에 원본 문서에서 보존된 문서. 2011년 10월 4일에 확인함.
3. ↑  방영덕 (2011년 10월 18일). “아이폰 4s 출시 사흘만에 400만대 이상 팔려”. 매일경제. 2013년 12월 20일에 원본 문서에서 보존된 문서. 2011년 10월 23일에 확인함.
4. ↑  애플 (2007–2021). iPhone News - Newsroom Archive. Retrieved July 23, 2020.